# 스톈
스톈(石天, 영어: Dean Shek, 1949년 6월 17일 ~ 2021년 9월 20일)은 홍콩의 배우이다.

## 출연작 목록
- 도마 안중근 (2004년) - uncredited, 마약 밀매상 역
- 여교풍운지사교입침 (1991년)
- 화소도 2 (1991년)
- 루안살성 (1990년)
- 팔보기병 (1989년)
- 소림 대 닌자 (1988년)
- 영웅본색 2 (1987년) - 용사 역
- 오용대가정 (1986년)
- 천령령, 지령령 (1986년)
- 최가박당 4 - 천리구차파 (1986년)
- 비호기병 (1985년)
- 공희발재 (1985년)
- 양집노호 (1985년)
- 전가복 (1984년)
- 최가박당 3 - 여황밀령 (1984년)
- 전효장각 (1983년)
- 최가박당 2 - 대현신통 (1983년)
- 소권괴초 2 - 용등호약 (1983년)
- 난형난제 (1982년)
- 최가박당 (1982년)
- 마등천사 (1981년)
- 함어번생 (1980년)
- 틈왕리자성 (1980년)
- 활계시대 (1980년)
- 취협소걸아 (1979년)
- 무초승유초 (1979년)
- 무명소졸 (1979년)
- 박명단도탈명창 (1979년)
- 남북취권 (1979년)
- 소권괴초 (1979년)
- 신용소호강호 (1978년)
- 투 워리어스 (1978년)
- 사형도수 (1978년) - 홍태무관의 사범 역
- 취권 (1978년) - 황기영 무관의 사범 역
- 파계 (1977년)
- 중원호객 (1977년)
- 여포쾌 (1975년)
- 화비만성춘 (1975년)
- 미스터 부 - 귀마쌍성 (1974년)
- 반역 (1973년)
- 대도왕오 (1973년)
- 분노청년 (1973년)
- 폴리스맨 (1973년)
- 조수괴초 (1971년)
- 소살성 (1970년)